# Jeremiah Trotter
Jeremiah Trotter (Hooks, 20 gennaio 1977) è un giocatore di football americano statunitense che ha militato nel ruolo di linebacker nella National Football League (NFL).

## Carriera

### Philadelphia Eagles
Trotter fu scelto dai Philadelphia Eagles nel corso del terzo giro (72º assoluto) del Draft NFL 1998. La sua prima stagione la passò come riserva, mettendo a segno 6 tackle. Nella seconda, il neo arrivato capo-allenatore Andy Reid lo rese middle linebacker titolare. In tutte le successive tre stagioni guidò la squadra in placcaggi. In quattro anni con gli Eagles mise a segno 361 tackle, 9 sack, 5 intercetti e quattro fumble forzati, venendo convocato per il Pro Bowl nel 2000 e nel 2001.
Trotter e gli Eagles furono la seconda difesa della NFL nel 2001, raggiungendo la loro prima titolo della NFC East dal 1988. Raggiunsero poi la loro prima finale della NFC dal 1980, perdendo contro i St. Louis Rams. Dopo la sconfitta, Trotter divenne free agent. Gli Eagles avevano applicato su di lui la franchise tag ma dopo non essere riusciti a negoziare un contratto a lungo termine, lo resero free agent.

### Washington Redskins
Trotter firmò un contratto di sette anni del valore di 36 milioni di dollari con i Washington Redskins il 19 aprile 2002 2002. Il 1º giugno 2004, dopo due soli anni di contratto, Trotter fu svincolato. In due stagioni con i Reskins totalizzò oltre 200 placcaggi e 1,5 sack.

### Ritorno agli Eagles
Trotter fece ritorno agli Eagles nella stagione 2004, firmando un contratto di un anno al minimo salariale per un veterano.
Prima di riavere Trotter, la difesa sulle corse degli Eagles era tra le peggiori della NFL. Trotter divenne titolare a metà del 2004 e la migliorò immediatamente. Quell'anno Philadelphia raggiunse il suo primo Super Bowl dal 1980, la prima apparizione di Trotter alla finalissima, persa contro i campioni in carica dei New England Patriots, 24-21. A fine anno firmò con gli Eagles un nuovo contratto quinquennale del valore di 15 milioni di dollari, rifiutando un'offerta più ricca da parte dei Kansas City Chiefs.
Durante il primo turno della stagione 2005, circa 40 minuti prima del calcio d'inizio della gara tra Eagles e Atlanta Falcons, Trotter e il cornerback dei Falcons Kevin Mathis si scontrarono in una rissa durante il riscaldamento. Dopo che gli arbitri videro al replay chi aveva dato inizio alla scazzottata, sia Trotter che Mathis furono espulsi prima dell'inizio della gara. Terry Bradshaw disse dell'incidente: "Nessuno è stato buttato fuori di casa così velocemente dal mio ultimo divorzio". Tale rissa portò a un cambiamento nelle regole della NFL per cui i giocatori non nel ruolo di kicker non possono più entrare nella zona neutrale tra le linee delle 45 yard prima della partita.
Trotter fu l'unico giocatore degli Eagles convocato per il Pro Bowl 2005 (Brian Dawkins fu votato come riserva). Fu selezionato per l'evento anche l'anno seguente. Il 21 agosto 2007 fu svincolato dagli Eagles, con il suo ruolo di middle linebacker che fu preso dal giocatore al secondo anno Omar Gaither.

### Tampa Bay Buccaneers
Il 3 settembre 2007 Trotter firmò un contratto di un anno con i Tampa Bay Buccaneers. Con essi disputò solamente tre partite, con 13 placcaggi.

### Terza volta agli Eagles
Dopo che Stewart Bradley si ruppe il legamento crociato anteriore durante il training camp, gl Eagles avevano bisogno di un middle linebacker di esperienza in quel ruolo per la stagione. Trotter fece un provino il 25 settembre 2009, dopo di che firmò un contratto di un anno. Al termine della stagione, dopo che Brian Dawkins lasciò la squadra come free agent, gli Eagles tagliarono i ponti con la maggior parte della squadra che aveva vinto il titolo della NFC, scambiando Donovan McNabb, svincolando Brian Westbrook e non rinnovando il contratto a Trotter.

## Palmarès

### Franchigia
- National Football Conference Championship: 1

Philadelphia Eagles: 2004

### Individuale
- Convocazioni al Pro Bowl: 4

2000, 2001, 2004, 2005
- First-team All-Pro: 1

2000
- Second-team All-Pro: 1

2001
- Philadelphia Eagles Hall of Fame

## Vita privata
È padre del linebacker degli Eagles Jeremiah Trotter Jr.. È inoltre zio dell'ex running back della NFL Terrance Ganaway.